# レーザーテック
レーザーテック株式会社（英: Lasertec Corporation）は、神奈川県横浜市港北区に本社を置く日本の半導体関連装置製造業者。
日経平均株価およびTOPIX Large70、JPX日経インデックス400の構成銘柄の一つ。

## 概要
半導体マスク欠陥検査装置を中核とし、半導体関連装置、エネルギー・環境関連装置、フラットパネル・ディスプレイ関連装置およびレーザー顕微鏡の開発・製造を行なっている。
創業以来、「その時代にないものを開発する」という経営理念を掲げており、グローバルニッチトップ戦略の下、売上の10％を研究開発に投じ、全従業員の6割強がエンジニアという研究開発にウェイトを置いた経営体制を取る。

## 沿革
1960年に電機メーカー出身の創業者・内山康が設立した「有限会社東京ITV研究所」を源流とする。1962年に当社の前身となる「日本自動制御株式会社」を設立。当初は、医療機関で使われる X線テレビカメラの開発受託を手掛けていた。その後、磁気テープの張り具合を測定するテンションアナライザーや、テープ幅測定装置などを開発した。
1975年にフォトマスク・ピンホール検査装置を発売、半導体産業に初めて参入、翌1976年には、世界初となるLSIフォトマスク自動欠陥検査装置を開発した。
1985年、世界で初となる「走査型カラーレーザー顕微鏡」を開発。高解像度カラー観察および3次元測定を実現し、大きな反響を得た。
1986年、中核技術の一つであるレーザーを前面に押し出した現社名に商号変更した。
1990年12月、日本証券業協会に株式を店頭登録。2012年3月、東京証券取引所市場第二部に株式を上場。
2013年、東京証券取引所市場第一部上場。
2013年以降、極端紫外線露光技術関連の検査装置を競合に先駆けて開発。2017年にはマスクブランクス検査装置の販売を開始した。
2019年9月、世界で初めて、第5世代通信規格（5G）のスマートフォン向けなど微細化の競争が激しい半導体の製造過程に必要不可欠となる、回路焼き付けに使うマスクを極端紫外線露光技術で検査する新型装置を完成させた。
2020年3月、インテルが優れた供給者に贈る「サプライヤーアチーブメントアワード（2019年度）」を受賞した。

## 製品
売上高の7割強を半導体関連が占める他、液晶パネルの検査装置なども手がける。
主力のEUV用マスク欠陥検査装置には、ペリクルなしで検査する「MATRICS X8ULTRA」と、ペリクル付き、ペリクルなし両方に対応する「A150」の2つがあり、いずれも7ナノ、5ナノ、3ナノに対応可能である。「MATRICS X8ULTRA」の世界市場シェアは90％以上（競合はケーエルエー・テンコール）、「A150」は100％に達する。
半導体ウェハー向け検査装置やパワーデバイス向けSiC検査装置などにおいても高いシェアを有する。